# Библиотека Просперо
Библиотека Просперо — авангардний музичний гурт з міста Нова Каховка.
Колектив був заснований у 1999 році, Юрієм Самсоном. Юрій є вокалістом, автором текстів і єдиним постіним учасником гурту. Загалом, за більше ніж десять років, через склад «бібліотеки», пройшло чимало музикантів.
Співають російською мовою.

## Історія
Протягом 90-х років у місті Нова Каховка існував рок-гурт «Челюскин Ленд». Стилістично, цей колектив наслідував радянському рок-руху часів перебудови. Колектив розпався наприкінці 90-х. Один з його колишніх учасників, Юрій Самсон — вирішив розпочати самостійний проєкт.
Вперше назва «Библиотека Просперо» пролунала зі сцени, навесні 1999-го року, коли Самсон заспівав під гітару кілька своїх пісень на місцевому рок-фестивалі. Згодом до Юрія долучаються нові музиканти, починають з'являтися нові ідеї.
Приблизно у той час, учасники проєкту налагодили контакт з одеситом Дмитром Вєковим. Вже тоді Вєков був широко відомою у вузьких кругах постаттю; він вів авторську передачу «Атмасфера» на Просто Раді.О та влаштовував різні інді-фестивалі. (Пізніше він допоміг стати на ноги гурту Fleur та заснував свій власний незалежний лейбл Cardiowave) Дмитро і організував перші гастролі «бібліотеки». 12 березня 2000 року, проєкт виступив на сцені одеського «Будинку Актора», представивши свою дебютну концерту програму «Martyr» (укр. мученик) (згодом цей концерт був виданий на компакт-дисках). Протягом наступних років, Вєков завжди проявляв зацікавленість до всього того чим займалась «Библиотека Просперо».

## Дискографія
- «Martyr» 2000, CD-R, Quasi Pop records
- «Жертвы Nimis Sero?» 2002, CD-R, Quasi Pop records
- «Live» (концертні записи) 2005, CD-R, self release
- «Сад: звери, облака и эхо ритуалов» 2005, CD, Quasi Pop records / Cardiowave
- «цветом винограда» (концертні записи) 2007, CD-R, self release
- «Нежные черные звезды» 2010, CD-R single, self release
- «Зима Небо» 2010, CD, Quasi Pop records
- «Уснуть на груди короля» 2012, CD, self-release
- «Глина Крик Лезвия Тон» 2012, web-release